# لويد سميث
لويد سميث (بالإنجليزية: Lloyd Smith)‏ (5 أغسطس 1928 في أستراليا - 26 أغسطس 2004) هو لاعب كريكت أسترالي. لعب مع فريق تسمانيا للكريكت.

## وصلات خارجية
- لويد سميث على موقع إي آس بي آن كريك إنفو (الإنجليزية)